# پامچال لرستانی
پامچال لرستانی، پامچال آردآلو (نام علمی: Primula gaubaeana) نام یک گونه از سرده پامچال است.